# بابا نیکلز
بابا نیکلز (انگلیسی: Bubba Nickles؛ زادهٔ ۲۰ سپتامبر ۱۹۹۶) بازیکن سافت‌بال است.
وی در مسابقات کشوری و بین‌المللی در مجموع برندهٔ ۱ مدال نقره شده‌است.